# Sporidesmiella hyalosperma
Sporidesmiella hyalosperma är en svampart. Sporidesmiella hyalosperma ingår i släktet Sporidesmiella och familjen Melanommataceae.

## Underarter
Arten delas in i följande underarter:
- novae-zelandiae
- hyalosperma